# Sentier de grande randonnée 51
Le sentier de grande randonnée 51 (GR 51), aussi nommé « Balcons de la Méditerranée », est un sentier de grande randonnée qui traverse les Alpes-Maritimes, le Var et les Bouches-du-Rhône d'est en ouest.

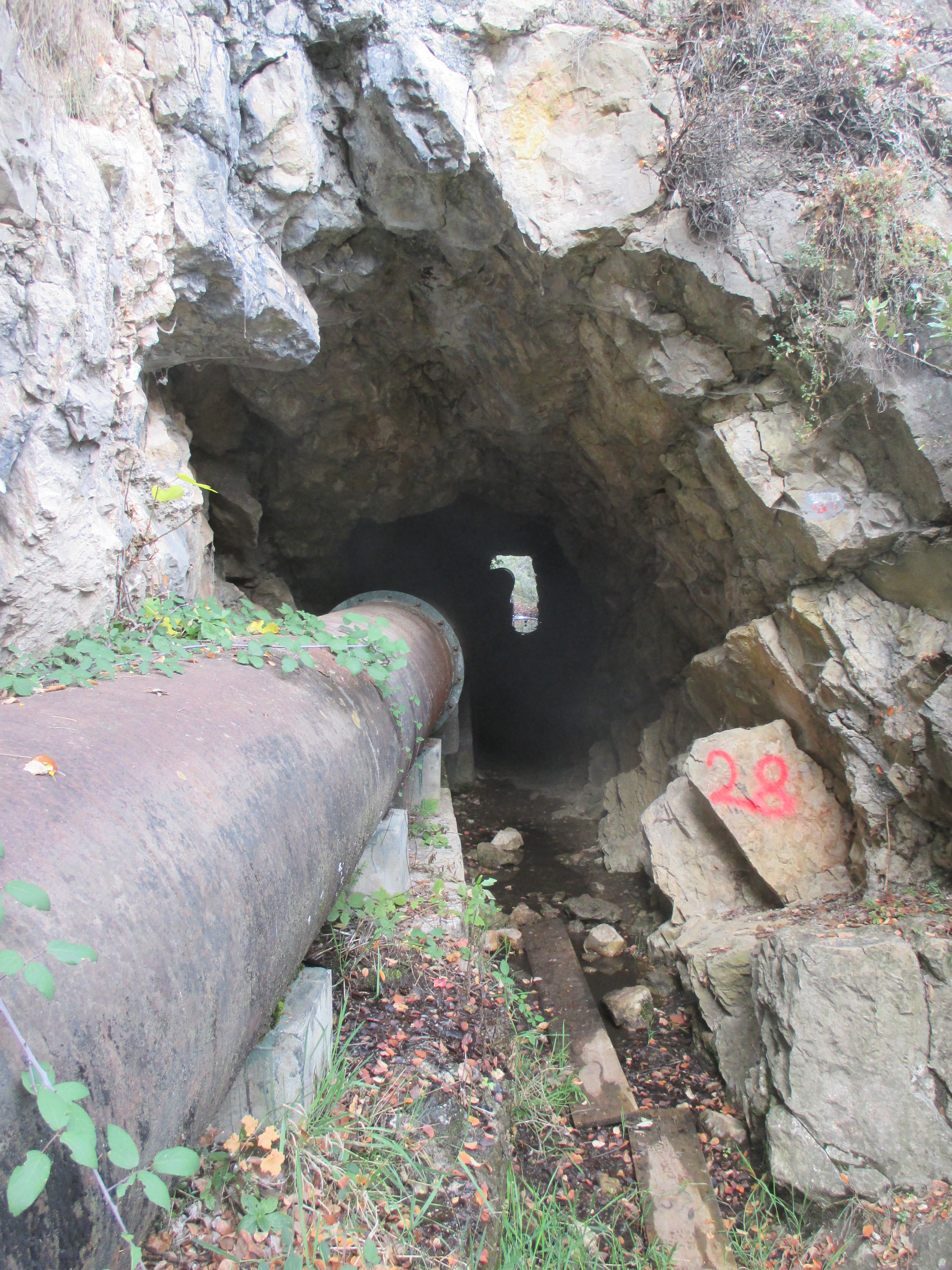
On suit le GR 51 qui longe un aqueduc et traverse plusieurs tunnels, en dessous de Gourdon (Alpes-Maritimes).(Photo prise le 29 décembre 2015)

## Sources
- http://www.provenceweb.fr/f/mag/outdoor/hiking/var.htm#gr51
- http://www.montagnes.com/topoguid/r506.asp
- http://www.gr-infos.com/gr51.htm
- http://groundhogwalking.co.uk/?page_id=171
- Balcons de la Méditerranée, itinéraire du triangle du soleil : GR 51, Menton-Marseille, 508 km, Paris, Fédération française de randonnée pédestre, 29 décembre 1993, 3e éd., 88 p. (ISBN 978-2-85699-563-1)